# Verchain-Maugré
Verchain-Maugré ist eine französische Gemeinde im Département Nord in der Region Hauts-de-France; sie gehört zum Arrondissement Valenciennes und zum Kanton Aulnoy-lez-Valenciennes.

## Geografie
Die Gemeinde Verchain-Maugré liegt am Fluss Écaillon in der historischen Grafschaft Hennegau, zwölf Kilometer südlich von Valenciennes.. Nachbargemeinden von Verchain-Maugré sind Monchaux-sur-Écaillon im Norden, Quérénaing im Nordosten, Sommaing im Osten, Vendegies-sur-Écaillon im Südosten, Haussy im Süden, Saulzoir im Südwesten und Haspres im Westen.

## Bevölkerungsentwicklung
| Jahr                       | 1962 | 1968 | 1975 | 1982 | 1990 | 1999 | 2006 | 2013 | 2021 |
| Einwohner                  | 1053 | 1076 | 1041 | 1052 | 1033 | 966  | 917  | 903  | 1102 |
| Quellen: Cassini und INSEE |      |      |      |      |      |      |      |      |      |

## Sehenswürdigkeiten
- Kirche Saint-Pierre
- ehemalige Wassermühle
- mehrere Oratorien
- britischer Soldatenfriedhof

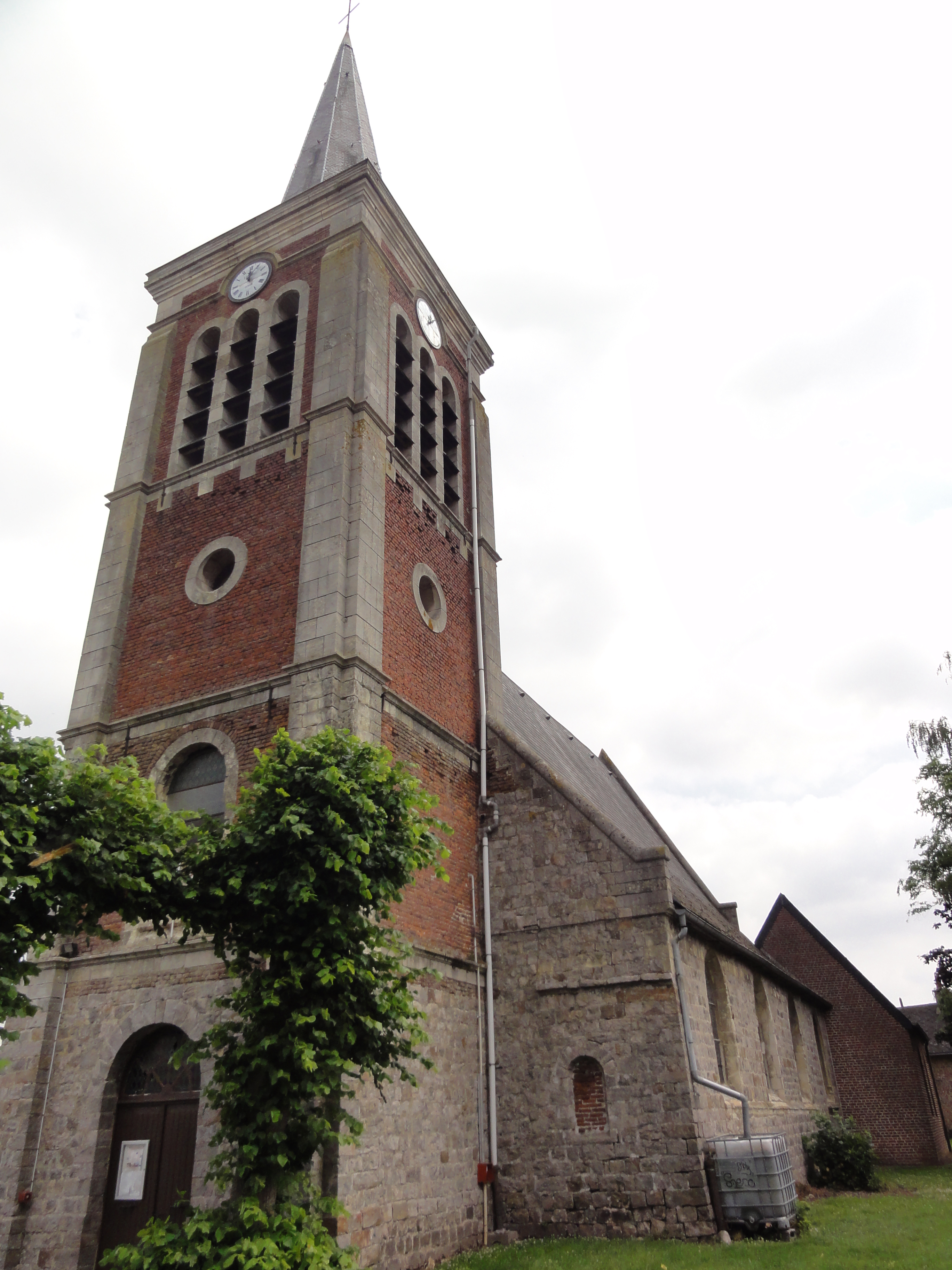
Lirche Saint-Pierre
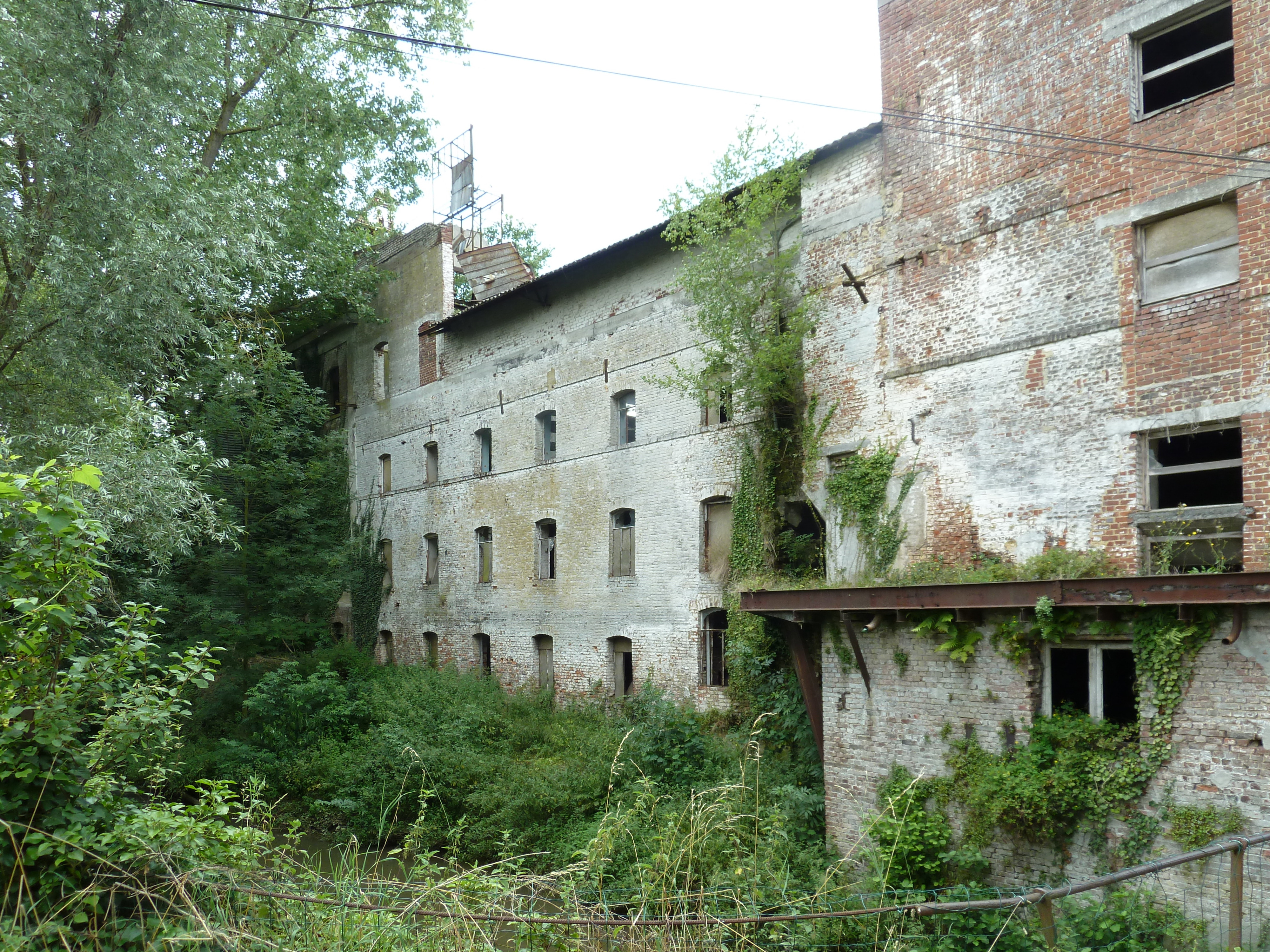
Ehemalige Wassermühle
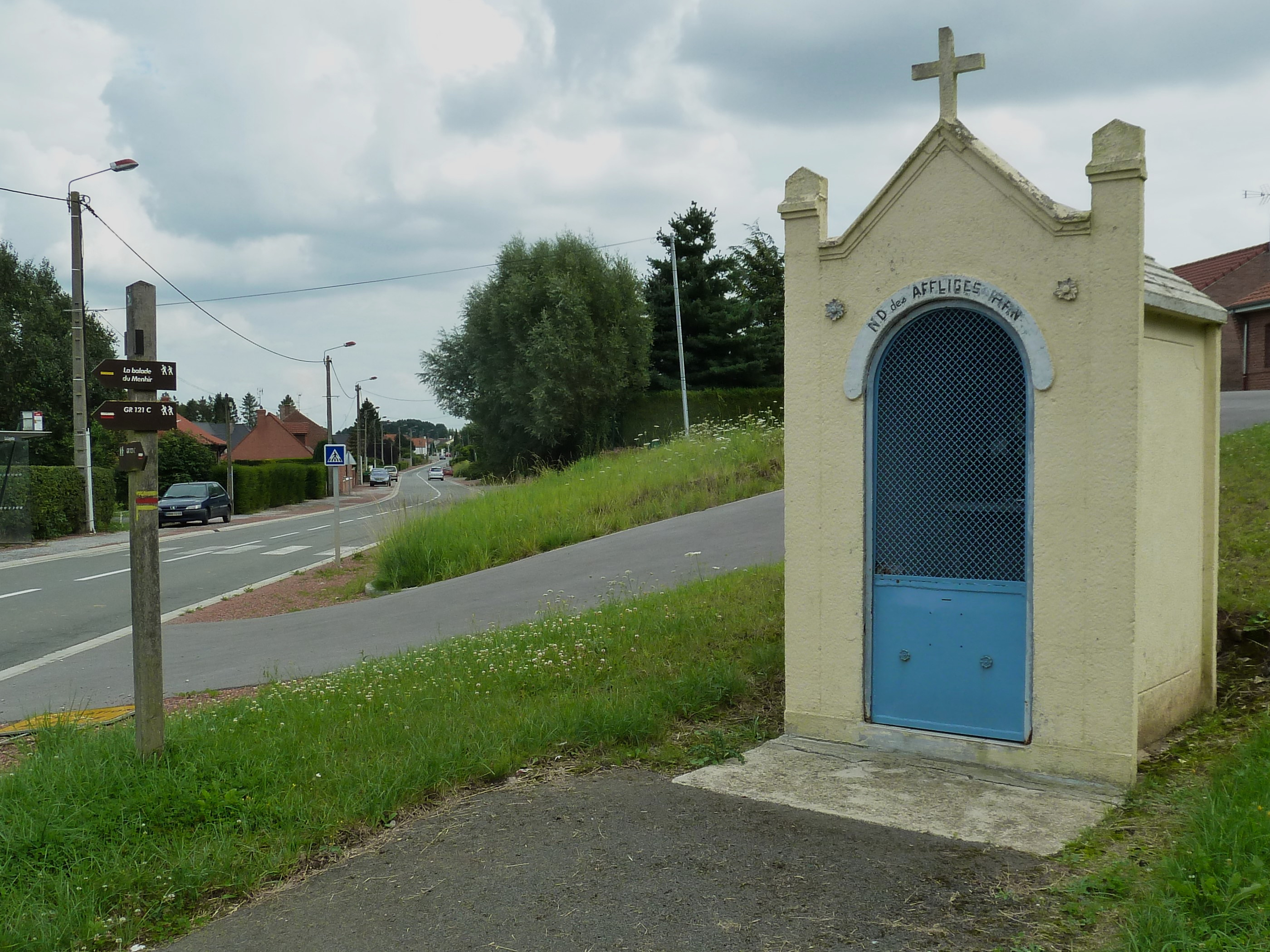
Oratorium Notre-Dame-des-Affligès
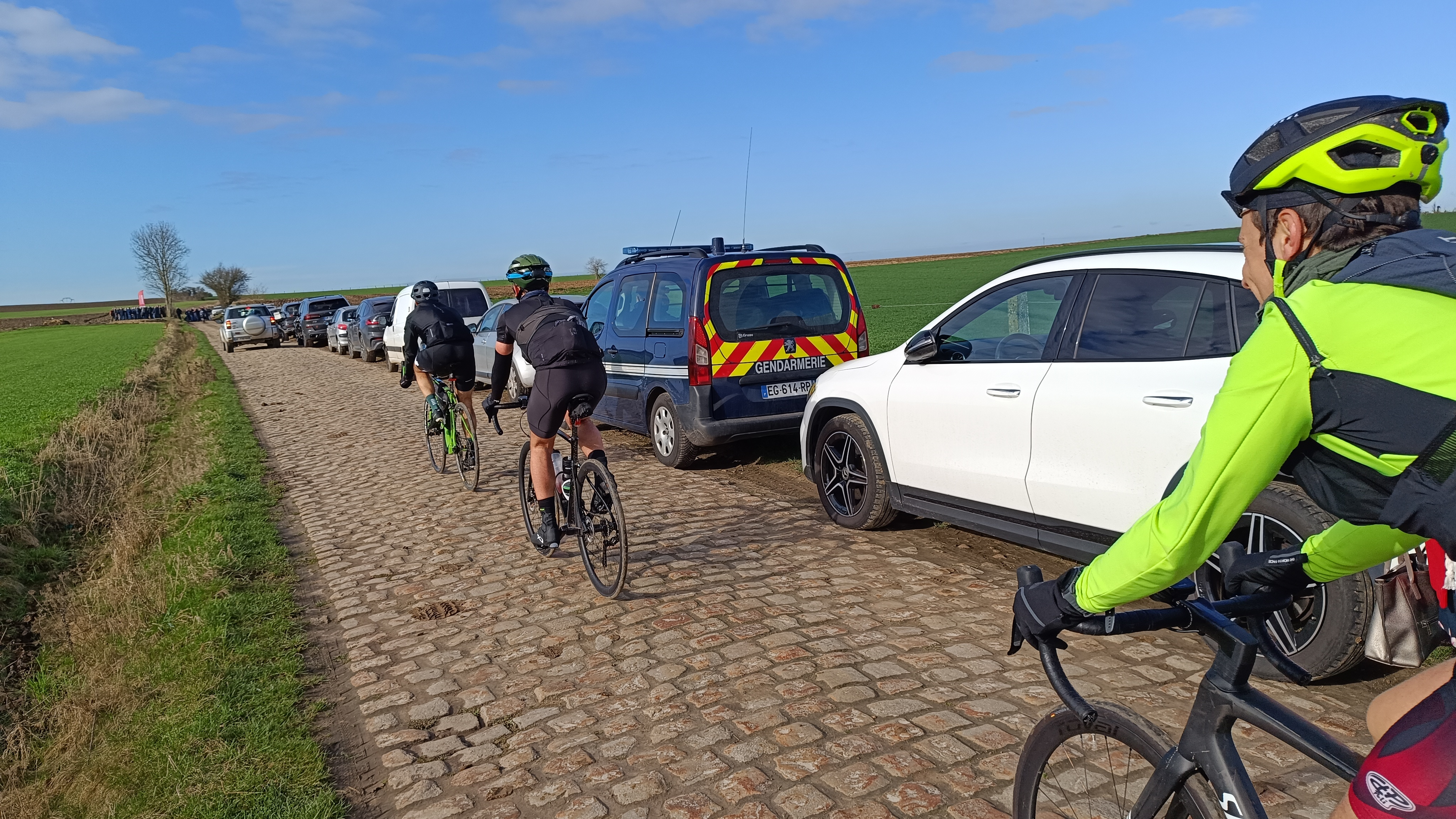
Bei Radsportlern beliebte Kopfsteinpflesterstraße in Verchain-Maugré (Secteur pavé)
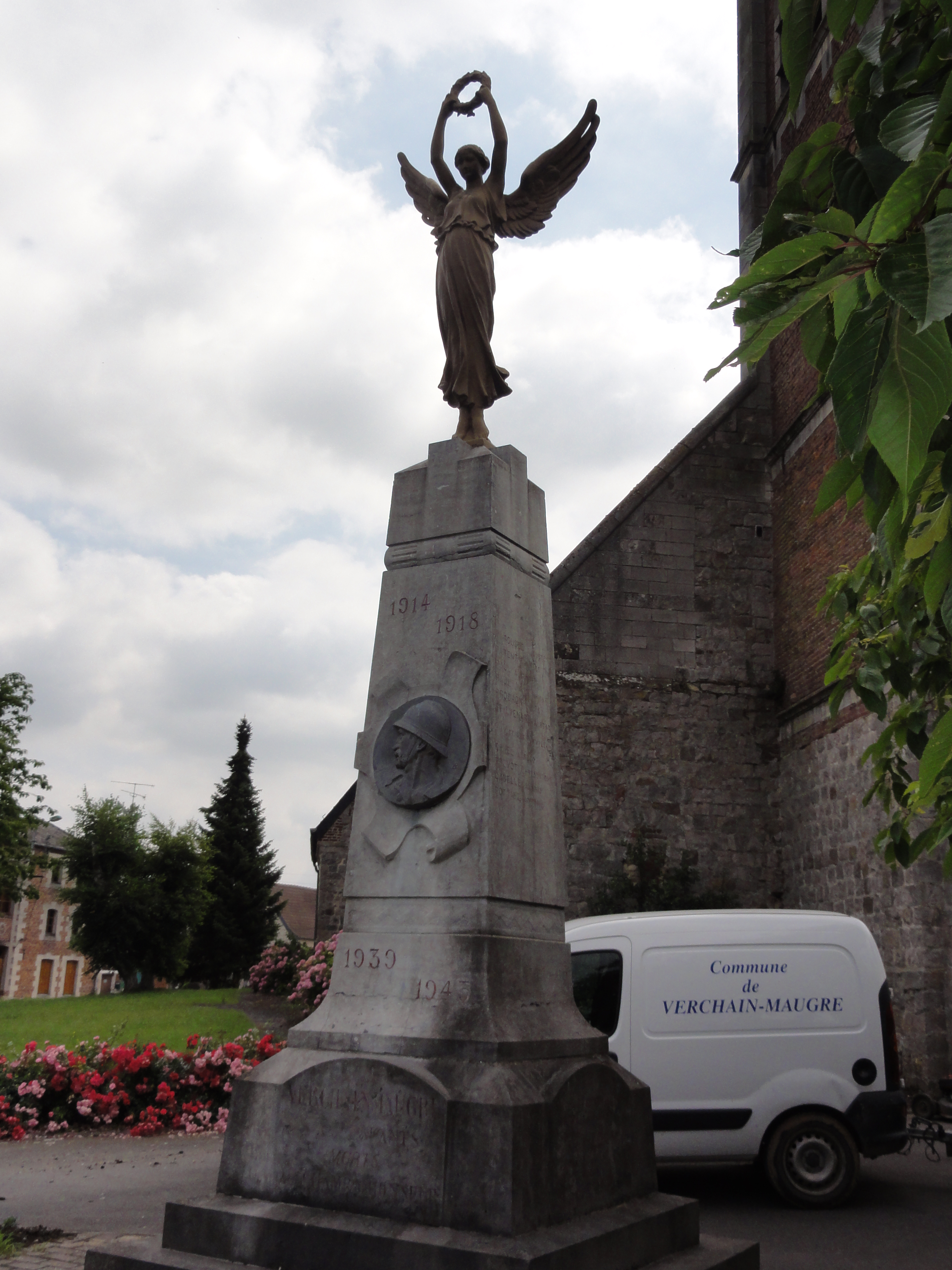
Gefallenendenkmal